# Tarnak Wa Jaldak
Tarnak Wa Jaldak é um distrito da província de Zabol, no Afeganistão.